# آزمون کوتاه وضعیت ذهنی
آزمون کوتاه وضعیت ذهنی (به انگلیسی: Mini–mental state examination) به اختصار MMSE، آزمونی است برای ارزیابی کیفیت هوشیاری با تشخیص و غربالگری زوال عقل که حداکثر نمرات آن ۳۰ می‌باشد. همچنین برای تخمین شدت و پیشرفت اختلالات شناختی و پیگیری روند تغییرات و مهارت‌های شناختی در طول زمان استفاده می‌شود و این تغییرات را به عنوان روشی مؤثر برای مستندسازی پاسخ فرد به درمان تبدیل می‌کند. هدف MMSE به تنهایی ارائه یک تشخیص برای یک موجودیت خاص نبوده‌است.
اجرای آزمون بین ۵ تا ۱۰ دقیقه طول می‌کشد و عملکردهایی از جمله ثبت نام (تکرار اعلان‌های نامگذاری شده)، توجه و محاسبه، یادآوری، زبان، توانایی پیروی از دستورات ساده و جهت‌گیری تفکر را بررسی می‌کند. این آزمون در اصل توسط فولشتاین و همکاران در سال ۱۹۷۵، به منظور تفکیک بیماری‌های روانی انتسابی و اکتسابی معرفی شد. اما بسیاری شبیه آزمایش‌های که قبل از ابداع شدن آن استفاده می‌شد، بود که بسیاری از این آزمون‌ها بعدها مستقیماً در آن گنجانده شد. این تست یک بررسی وضعیت روانی نیست. فرم استاندارد MMSE که در حال حاضر توسط منابع ارزیابی روانشناختی بر اساس مفهوم اولیه آن و اندکی تغییرات جزئی که توسط متخصصان در سال ۱۹۷۵ صورت پذیرفته، منتشر شده‌است.
از مزایای MMSE می‌توان به عدم نیاز به تجهیزات یا آموزش تخصصی برای تجویز، اعتبار برای تشخیص و ارزیابی میزان بیماری آلزایمر اشاره کرد. با توجه به دوره زمانی کوتاه و سهولت استفاده، برای ارزیابی شناختی در فضای مطب پزشک یا کنار بالین مفید است. معایب استفاده از MMSE این است که تحت تأثیر عوامل جمعیتی قرار می‌گیرد. سن و تحصیلات بیشترین تأثیر را دارند. مهم‌ترین نقطه ضعف آزمون کوتاه وضعیت ذهن مربوط به عدم حساسیت آن به اختلالات شناختی خفیف و ناتوانی آن در تشخیص کافی بیماران مبتلا به بیماری آلزایمر خفیف از بیماران عادی است. MMSE همچنین با توجه به عدم حساسیت آن نسبت به تغییرات پیشرونده ای که با بیماری آلزایمر شدید اتفاق می‌افتد، انتقاداتی دریافت کرده‌است. محتوای این آزمون بسیار شفاهی است، فاقد آیتم‌های کافی برای اندازه‌گیری مناسب پراکسیس فضایی یا ساختاری است. از این رو کاربرد آن در تشخیص اختلالات ناشی از ضایعات کانونی نامشخص است.

## روش انجام
این آزمون از ۳ آیتم ۵ امتیازی، هر آیتم آن ۵ سؤال یک امتیازی است، ۳ آیتم ۳ امتیازی، یک آیتم دو امتیازی و چهار آیتم ۱ امتیازی تشکیل شده‌است. آیتم‌های ۵ امتیازی آن شامل: جهت‌گیری مکان و سریال سِوِر می‌باشد. آیتم‌های سه امتیازی آن شامل: اجرای دستور سه مرحله‌ای (مانند بلند شو، راه برو، بشین) حافظهٔ اخیر و حافظهٔ فوری است. آیتم دو امتیازی آن نامیدن دو شی است که هر شی یک امتیاز را دربردارد. آیتم‌های یک امتیازی آن نیز شامل خواندن، نوشتن، تکرار و شکل است.
حداقل امتیاز برای افراد دارای تحصیلات عالی ۲۹ می‌باشد. حداقل امتیاز برای افراد دارای تحصیلات متوسطه ۲۷ می‌باشد. حداقل امتیاز برای افراد دارای تحصیلات ابتدایی ۲۵ می‌باشد.
حداقل نمره برای افراد بی سواد ۱۹ می‌باشد.

## نواقص
این آزمون با وجود کاربرد زیادش نواقص قابل توجه‌ای مانند عدم حساسیت به آسیب‌های قطعهٔ پیشانی، عدم حساسیت به آسیب‌های نیمکره راست، وابستگی شدید به سطح سواد و فرهنگ فرد دارد.